# Jason Cummings
Jason Steven Cummings (ur. 1 sierpnia 1995 w Edynburgu) – australijsko-szkocki piłkarz, występujący na pozycji napastnika w indyjskim klubie Mohun Bagan SG. Reprezentant Szkocji i Australii.

## Kariera klubowa
W wieku juniorskim trenował w zespołach Hutchison Vale oraz Hearts. W 2013 dołączył do drużyny Hibernian, w której barwach 9 listopada 2013 w przegranym 0:2 meczu z Inverness zadebiutował w Scottish Premiership. W sezonie 2013/2014 zajął z klubem 11. miejsce w lidze i spadł z nim do Scottish Championship. W sezonach 2014/2015 oraz 2016/2017 został królem strzelców tych rozgrywek. Ponadto w sezonie 2015/2016 zdobył z Hibernian Puchar Szkocji.
W 2017 przeszedł do angielskiego Nottingham Forest. Swój pierwszy mecz w Championship rozegrał 15 sierpnia 2017 przeciwko Barnsley (1:2). W styczniu 2018 został wypożyczony do szkockiego Rangers, a 28 stycznia 2018 w wygranym 2:1 pojedynku z Ross County strzelił swojego pierwszego gola w Scottish Premiership. W sezonie 2017/2018 zajął z Rangers 3. miejsce w lidze. Po zakończeniu sezonu wrócił do Nottingham, jednak rozgrywki 2018/2019 spędził na wypożyczeniu w zespołach grających w League One – Peterborough United oraz Luton Town.
W 2019 definitywnie opuścił Nottingham na rzecz Shrewsbury Town, kolejnego klubu z League One. W styczniu 2021 przeszedł do szkockiego Dundee, z którym w sezonie 2020/2021 awansował ze Scottish Championship do Scottish Premiership. W styczniu 2022 przeniósł się do australijskiego Central Coast Mariners. W sezonie 2022/2023 zdobył z nim mistrzostwo A-League.
W 2023 został zawodnikiem indyjskiego klubu Mohun Bagan SG.

## Kariera reprezentacyjna
W reprezentacji Szkocji wystąpił dwa razy. Zadebiutował w niej 9 listopada 2017 w przegranym 0:1 towarzyskim meczu z Holandią, a po raz drugi zagrał 27 marca 2018 w wygranym 1:0 towarzyskim pojedynku z Węgrami.
Ze względu na australijskie pochodzenie jego matki, która urodziła się w Perth, posiada obywatelstwo Australii, oprócz obywatelstwa Wielkiej Brytanii. W reprezentacji Australii zadebiutował 25 września 2022 w wygranym 2:0 towarzyskim pojedynku z Nową Zelandią, w którym strzelił gola. W tym samym roku został powołany do kadry na mistrzostwa świata i zagrał na nich w spotkaniu z Francją (1:4), a Australia zakończyła turniej na 1/8 finału.